# Felix Peřka
Felix Peřka (14. prosince 1924, Unhošť – 29. listopadu 2005, Strakonice) byl československý a český generálmajor. Za druhé světové války se zapojil do odbojové skupiny Zpravodajská brigáda a jako politický vězeň měl být odsouzen k doživotí.
Dne 28. října 1995 byl oceněn Řádem Bílého lva III. třídy za mimořádné zásluhy o obranu a bezpečnost státu a vynikající bojovou činnost.

## Život
Narodil se v Unhošti a jeho otec byl bývalý legionář a nadporučík Felix Peřka, který pracoval jako důstojník četnictva. Kvůli jeho práci se často museli stěhovat tam, kde zrovna byl převelen. Na začátku března 1940 se jeho otec stal velitelem četnické stanice ve Strakonicích a Felix zde začal studovat na místním gymnáziu. Už v době stěhování do Strakonic byl jeho otec členem odbojové organizace Obrana národa a po přestěhování navázal spolupráci s místním odbojem ÚVOD. Patřil do podskupiny KAREL, kterou vedl primář strakonické nemocnice Karel Hradecký. Tato nemocnice byla útočištěm pro parašutisty z Londýna a osoby hledané gestapem. Lékař Hradecký zde tyto „pacienty“ léčil, kněz Josef Jílek jim vystavoval falešné křestní listy, dodával potravinové lístky a Felixův otec jako okresní četnický velitel jim zase obstarával falešné doklady a zbraně. Poté, co byl Hradecký s Jílkem v roce 1942 zatčeni gestapem se otec v jejich domě zastřelil.
Proto se Felix začal starat o svou matku a mladší sestru a následující rok, když udělal maturitu, si našel zaměstnání v místní zbrojovce. Už během studií se zapojil do odbojové skupiny Zpravodajská brigáda. Jeho prací bylo shromažďování cenných zpravodajský informací. Když odboj spustil na Strakonicku povstání, tak jako jeho člen v něm také bojoval. Na podzim 1945 nastoupil do Vojenské akademie v Hranicích a roku 1947 byl slavnostně vyřazen v hodnosti poručíka dělostřelectva.  Kvůli svým demokratickým zásadám se roku 1949 zapojil do protikomunistického odboje. Proto byl v polovině téhož roku zatčen a po pobytu ve vězení v Písku byl odvezen do Prahy. Po výsleších a mučení v Hradčanském domečku byl v září 1949 na Pankráci odsouzen k doživotí. Během té doby si prošel několika věznicemi. Po věznění v Jáchymově, Leopoldově a na Borech i Mírově byl díky amnestii v roce 1960 propuštěn.
Po návratu z vězení se vrátil zpět do Strakonic jen ke své matce, jelikož jeho sestra před jeho návratem zemřela. Začal pracovat jako řádový dělník v podniku Fezko. V roce 1968 požádal o rehabilitaci, ale po invazi vojsk Varšavské smlouvy do Československa z toho sešlo. Dálkově vystudoval textilní průmyslovou školu, a tak v roce 1985 odešel do důchodu z pozice dispečera.
Až po roce 1989 byl plně rehabilitován a povýšen zpět do hodnosti plukovníka dělostřelectva. Začal se aktivně zapojovat do společenského, vojenského a politického dění. Byl členem Zpravodajské 
brigády, Konfederace politických vězňů České republiky a Českého svazu bojovníků za svobodu. Po zjištění jeho činnosti v odboji byl 8. května 1995 povýšen do hodnosti generálmajora. U příležitosti oslav výročí vzniku Československa byl 28. října 1995 vyznamenán prezidentem Václavem Havlem Řádem Bílého lva III. třídy. Stal u zrodu nadace Paměť národa v Katovicích, podílel se na tvorbě dokumentárního filmu Statečný kněz a také byl spoluautorem knihy Aby národ žil. Pravidelně se účastnil vojenských akcí, spolupracoval se strakonickým muzeem a s Armádním muzeem nebo chodil přednášet do škol až do smrti.
Zemřel 29. listopadu 2005 ve věku 80 let ve strakonické nemocnici a pohřeb s vojenskými poctami se konal 5. prosince 2005 v kostele svatého Václava ve Strakonicích. Od roku 2014 je ve sbírce VHÚ jeho čepice Masaryčka.

## Vyznamenání
- 1995 —  Řád Bílého lva, III. tř. vojenská skupina